# Aaron Pierre (acteur)
Pour l’article homonyme, voir Pierre.
Ne doit pas être confondu avec Aaron Pierre (footballeur).
Aaron Pierre, né le 7 juin 1994 dans le quartier londonien de Brixton, est un acteur britannique. Il se fait connaître du grand public en 2018 avec la série télévisée Krypton et apparait ensuite au cinéma dans Old sorti en 2021.

## Biographie

### Jeunesse et études
Aaron Stone Pierre nait le 7 juin 1994 à Brixton dans le Grand Londres. Il a des origines jamaïcaines, curaciennes et sierraléonaises.
Enfant, il pratique l'athlétisme notamment le sprint, avant de développer un intérêt pour le théâtre à l'adolescence. Il rejoint une troupe théâtrale de jeunes comédiens à Croydon,. Il étudie ensuite les arts au Lewisham College (en), puis intègre la London Academy of Music and Dramatic Art et en sort diplômé en 2016,.

### Carrière
Aaron Pierre fait ses débuts sur le petit écran et apparait notamment dans 2 épisodes de la série The A Word diffusée sur BBC One. Il incarne ensuite un soldat romain, Antonius, dans la série Britannia. En 2018, il décroche un rôle plus conséquent dans la série de Syfy Krypton,,. Cette série, inspirée de l'univers DC, se déroule sur la planète du même nom de Superman. Il y incarne Dev-Em (en), ancien commandant de l'armée kryptonienne.
En parallèle, Aaron Pierre monte sur les planches notamment pour interpréter Michael Cassio dans la pièce Othello au Shakespeare's Globe,. Il reçoit pour cela une nomination aux prix Ian Charleson. En 2019, il joue face à Lenny Henry dans la pièce King Hedley II d'August Wilson au Theatre Royal Stratford East.
Le cinéaste américain Barry Jenkins, qui l'a repéré dans Othello, lui propose le rôle de Caesar dans la mini-série The Underground Railroad, qui sera diffusée sur Prime Video en mai 2021,.
Il fait ensuite ses débuts au cinéma sous la direction de M. Night Shyamalan dans Old, sorti à l'été 2021,. Peu après, il est annoncé qu'il va retrouver Barry Jenkins pour prêter sa voix à la version jeune de Mufasa dans Mufasa : Le Roi lion prévu pour 2024.
En octobre 2021, Aaron Pierre rejoint le film Rebel Ridge de Jeremy Saulnier, après le départ de John Boyega. Il tourne ensuite Le Remplaçant (Foe) de Garth Davis.
En février 2022, il est annoncé sur un projet de longue date : une nouvelle adaptation de Blade au sein de l'univers cinématographique Marvel. La sortie était alors fixée à novembre 2025, mais elle est repoussée en raison de multiples réécritures du script.
Il joue ensuite Francis dans le film canadien Brother sorti en 2022. Il remporte pour sa performance le prix Écrans canadiens du meilleur second rôle masculin. Longtemps repoussé, Rebel Ridge est enfin diffusé sur Netflix courant 2024. Sa performance est saluée par la presse.
En 2024, il incarne Malcolm X dans la quatrième saison de la série d'anthologie Genius, diffusée sur National Geographic.
Le 9 octobre 2024, il est annoncé qu'il va incarner John Stewart / Green Lantern au sein de l'univers cinématographique DC dans la série Lanterns, qui sera diffusé prochainement sur HBO Max.

### Vie privée
Il est en couple avec Teyana Taylor.

## Filmographie
Sauf indication contraire, les informations mentionnées dans cette section peuvent être confirmées par la base de données cinématographiques IMDb,  présente dans la section « Liens externes ».

### Cinéma
- 2021 : Old de M. Night Shyamalan : Mid-Sized Sedan / Brendan
- 2022 : Brother de Clement Virgo : Francis
- 2023 : Le Remplaçant (Foe) de Garth Davis : Terrance
- 2024 : Rebel Ridge de Jeremy Saulnier : Terry Richmond
- 2024 : Mufasa : Le Roi lion (Mufasa: The Lion King) de Barry Jenkins : Mufasa (voix)

### Télévision
- 2017 : Prime Suspect 1973 (en) - 2 épisodes : Terrence O'Duncie
- 2017 : The A Word - 2 épisodes : James Thorne
- 2018 : Britannia - 3 épisodes : Antonius
- 2018-2019 : Krypton - 20 épisodes : Dev-Em
- 2021 : The Underground Railroad (minisérie) : Caesar
- 2024 : Genius - 8 épisodes : Malcom X
- 2025 : The Morning Show : Miles

Prochainement
- Lanterns : John Stewart / Green Lantern

## Distinctions
(en) Récompenses pour Aaron Pierre sur l’Internet Movie Database

### Récompenses
- Prix Écrans canadiens 2023 : meilleur acteur dans un second rôle pour Brother

### Nominations
- International Online Cinema Awards 2021 : meilleur acteur dans une mini-série ou un téléfilm pour The Underground Railroad
- Pena de Prata 2021 : meilleur acteur dans une mini-série, anthologie ou un téléfilm pour The Underground Railroad
- Vancouver Film Critics Circle Awards 2023 : meilleur acteur dans un second rôle dans un film canadien pour Brother
- NAACP Image Awards 2024 : meilleure révélation pour Brother